# Oakwood (London Underground)

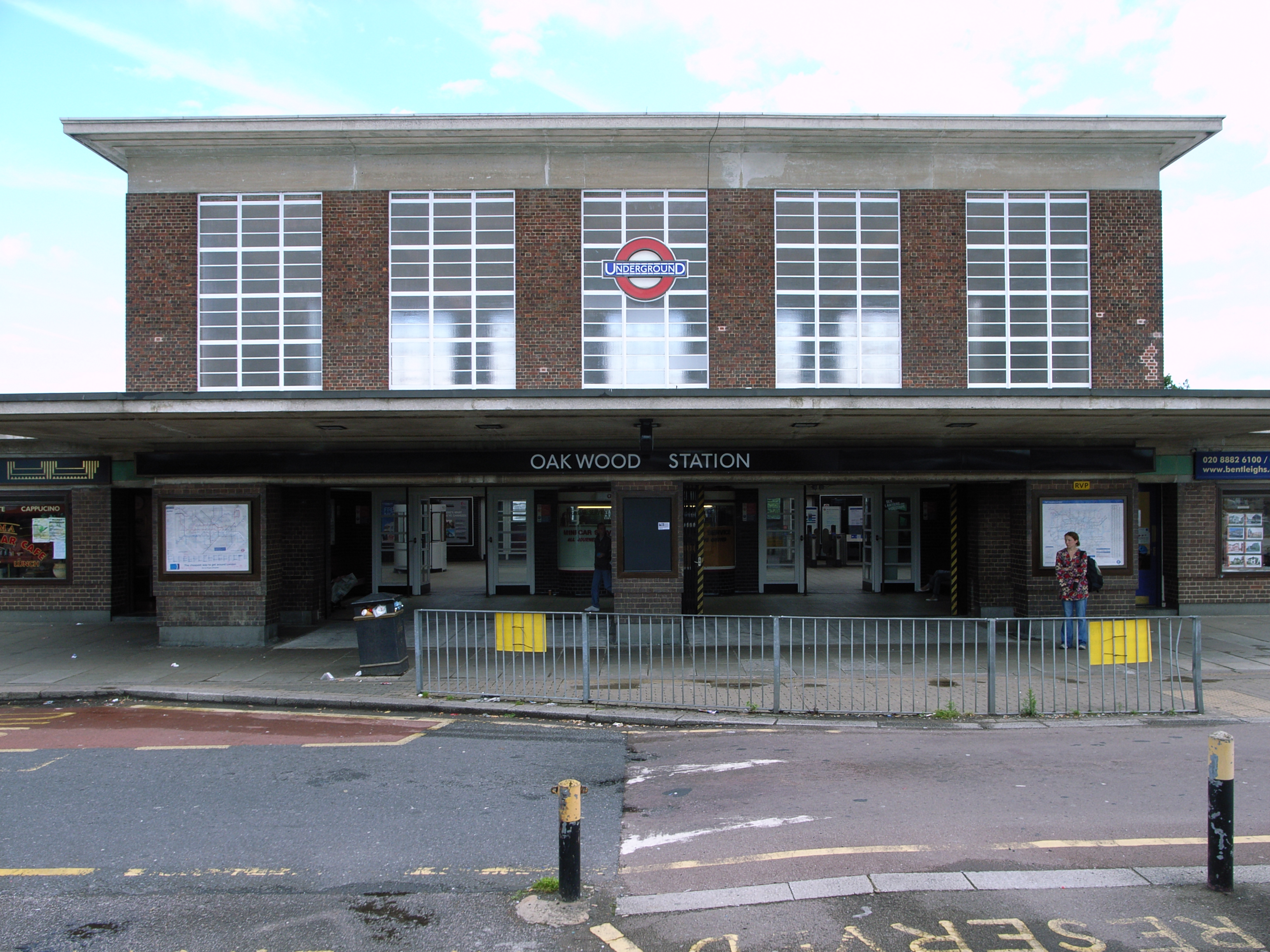
Stationsgebäude

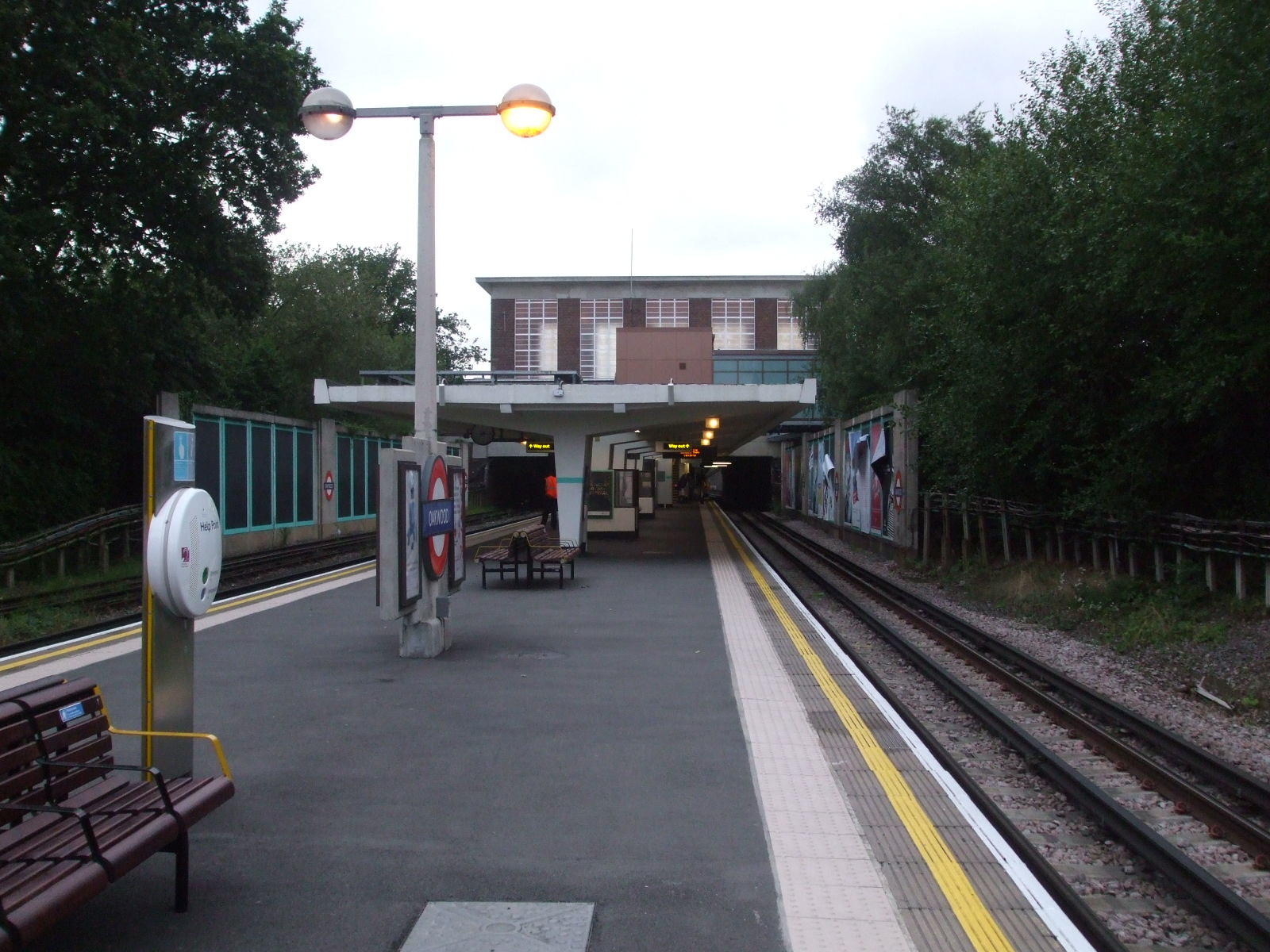
Bahnsteig in Richtung Norden gesehen

Oakwood ist eine oberirdische Station der London Underground im Stadtbezirk London Borough of Enfield. Sie liegt in der Travelcard-Tarifzone 5 an der Bramley Road. Im Jahr 2013 nutzten 2,79 Millionen Fahrgäste diese von der Piccadilly Line bediente Station.
Die Eröffnung der Station erfolgte am 13. März 1933, damals noch unter dem Namen Enfield West. Als mögliche Namensalternativen waren auch Oakwood, Merryhills and East Barnet im Gespräch. Etwas mehr als vier Monate lang war hier die nördliche Endstation, bis die Piccadilly Line am 31. Juli 1933 ihren definitiven Endpunkt Cockfosters erreichte. Am 3. Mai 1934 wurde die Station in Enfield (Oakwood) umbenannt und erhielt am 1. September 1946 ihren heutigen Namen.
Wie die übrigen Stationen im nördlichen Teil der Piccadilly Line ist auch diese von Charles Holden im modernistischen Stil entworfen worden. Das Stationsgebäude ist trotz der vergleichsweise geringen Fahrgastfrequenzen ungewöhnlich groß und geräumig ausgefallen. Durch die großflächigen Fenster fällt natürliches Tageslicht in die Schalterhalle. An beiden Seitenfronten des Gebäudes gibt es je eine Ladenpassage. Seit 1971 steht das Gebäude unter Denkmalschutz. Zunächst besaß es die Schutzstufe Grade II, im Jahr 2011 wurde diese aufgrund der überragenden architektonischen Bedeutung auf Grade II* erhöht. Westlich der Station befindet sich eine der beiden Hauptwerkstätten der Piccadilly Line mit einer Abstellanlage.